# Albumblatt
Das Albumblatt (frz. feuille d'album, engl. album leaf) ist ein musikalisches Charakterstück.
Ursprünglich als Eintrag in ein Album bzw. Stammbuch gedacht, entwickelte sich das Albumblatt Mitte des 19. Jahrhunderts zu einer davon unabhängigen Bezeichnung für meist kurze, überwiegend dem Klavier zugedachte Kompositionen in freier Form. Der vermutlich erste bedeutende Komponist, der den Begriff direkt als Titel eines Werkes verwendete, war Franz Liszt, wohingegen die zuvor entstandenen Werke von Beethoven und Mendelssohn erst posthum als „Albumblatt“ bezeichnet wurden. 
Beispiele für ein Albumblatt sind:
- Ludwig van Beethoven, Albumblatt Für Elise (1810 entstanden, 1867 veröffentlicht)
- Felix Mendelssohn Bartholdy, Albumblatt e-Moll op. 117 (ca. 1836 entstanden, 1872 veröffentlicht)
- Franz Liszt, Feuille d'album, S. 165 (1841 entstanden, 1844 veröffentlicht)
- Bedřich Smetana, diverse Albumblätter zwischen 1844 und 1862, 6 Albumblätter op. 2 (1850), 3 Albumblätter op. 3 (1856)
- Robert Schumann, Albumblätter op. 124 (1853) und op. 99 Nr. 4–8 (aus den Bunten Blättern, 1851)
- Theodor Kirchner, Albumblätter für Klavier op. 7 (1856)
- Richard Wagner, Ankunft bei den schwarzen Schwänen – Albumblatt in As-Dur für Klavier (1861)
- Max Reger, Albumblatt für Klavier op. 58 Nr. 1 und Albumblatt für Violine und Klavier op. 87 Nr. 1
- Alexander Skrjabin, Feuillet d'album op. 58
- Ferruccio Busoni, Albumblatt für Flöte und Klavier (1917)